# Estadio Municipal de Huamachuco
El Estadio Municipal de Huamachuco es un recinto deportivo multipropósito ubicado en la ciudad de Huamachuco, capital del distrito homónimo, en la provincia de Sánchez Carrión, región de La Libertad. Es utilizado principalmente para la práctica del fútbol y sirve como recinto del club Deportivo Llacuabamba, equipo que participa en la Liga 2 2024.
El campo de juego cumple con las medidas reglamentarias para competencias de fútbol y está rodeado de graderías para el público. Aunque no cuenta con instalaciones de última generación, el estadio está equipado con césped artificial certificado, apto para competiciones de fútbol profesional.

## Importancia Deportiva
Este recinto es uno de los principales puntos de encuentro para los aficionados al fútbol de la región, ha alcanzado notoriedad al hacerse presente en diversas ediciones de la Copa Perú y en el campeonato de la Liga 2, la segunda división del fútbol profesional peruano.